# タイ人
タイ人（タイ語: คนไทย）は、タイ国籍を有する者のこと。タイ（タイランド）の国籍を持つものの中には、タイ族以外に、マレー系、華人、その他の少数民族も含まれているため、タイ人＝タイ族とは限らない。
歴史的には中央平原部の小タイ族がシャム人または「タイ人」と呼ばれたが、タイ政府が大タイ民族主義を進め、周辺の別のタイ系はもちろん非タイ系民族をもシャム人（狭義のタイ族）へ同化させる政策を取り、タイ国籍保有者すべてが「タイ人」とされた。

## 概説
タイ族（Tai、ไท）は、中国からインドシナ半島のラオス、タイにかけて広がるタイ諸語を母語とする全ての民族の総称とされる。隣国ラオスの主要民族であるラーオ族もこれに含まれる。
これに対し、タイ人（英語: Thai、タイ語: ไทย）は、しばしばタイ族と同義として用いられるが、正式にはタイ王国の国籍を有する全てのタイ国民を指す。たとえエスニック・グループにおいてタイ族に属していなくとも、またその人物の母語がタイ語ではなくとも、タイ国籍を保持ないし取得しているタイ王国国民であれば全てタイ人であり、タイ北部の非タイ系少数民族や、マレー半島の深南部三県に住むマレー系住民をも含む。
現在、タイではタイ族と他民族との混血化が進み、特に華人との混血が激しい。タイにおいて華人を自称する人は700万人いるとされるが、実際には中国人の血統を引いていても華人としてのアイデンティティを持っていない人の数は、それを遙かにしのぐ。

## 国籍
改正タイ国籍法（1965年）においては、タイにおいて国籍を生まれながらに保持するためには「父母のどちらかがタイ国籍保有者であること」を定めており、属人主義的な傾向を見せている。一方で、「タイで出生した者（ただし、永住権を持つ両親を持つ場合のみ）」という属地主義的な傾向もあることが、非タイ族のタイ人を増加させる要因の一つである。
外国人のタイ国籍帰化は、基本的に、永住権の申請→永住権の取得→帰化申請という手順を取る、一方で周辺諸国からの難民や、国境付近の少数民族などは、国籍を持っていない事によるハンディー（「外国人」は単純労働や肉体労働ができない）から、しばし反政府勢力となり、違法ビジネスや分離独立運動を行うことがあるため、一定の基準の元に積極的に国籍を与えるということが行われている。
二重国籍者はタイでは許されておらず、国際結婚カップルの子息などでタイ国籍と外国の国籍を取得している場合、20歳までにどちらかの国籍を破棄しなければならない。